# Octavian Chihaia
Octavian Chihaia (n. 18 martie 1981, București, România) este un fotbalist român retras din activitate, care a jucat pe post de atacant la echipe ca Sportul Studențesc, Progresul și Otopeni. După încheierea carierei, a devenit antrenor, și antrenează în prezent pe FC Rapid București.
A debutat în Liga I pe data de 3 august 2001 într-un meci jucat cu Petrolul Ploiești. Este fiul lui Romulus Chihaia, care a jucat multe sezoane pentru Sportul Studențesc.
A jucat la Dinamo în 2005, iar în meciul de Cupa UEFA cu Olympique Marseille, în ultimul minut de prelungiri a trimis mingea în poartă, dar după ce arbitrul fluierase finalul partidei, ceea ce a dus la protestele întregii echipe.